# Sean Maher

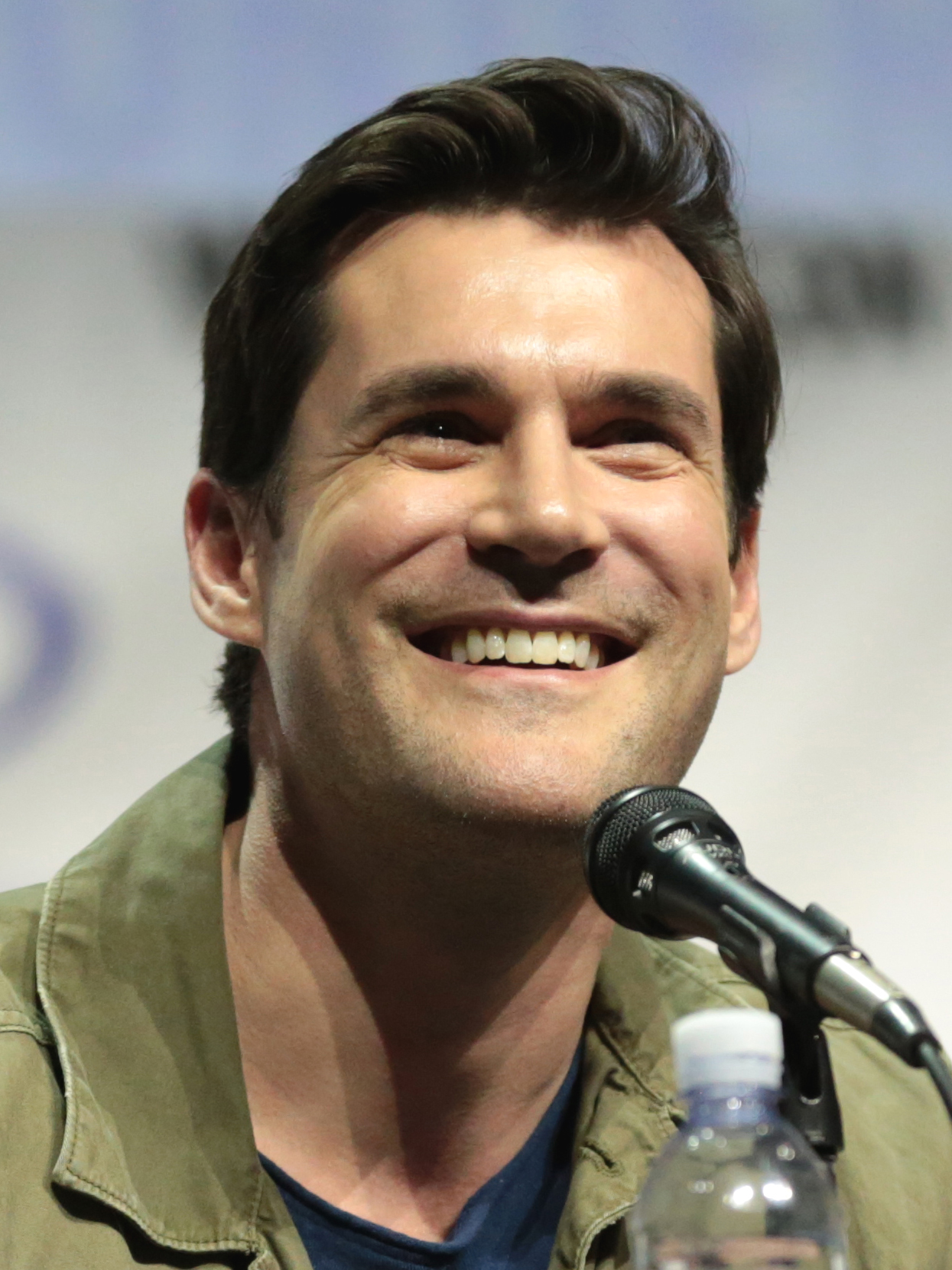
Sean Maher bei der WonderCon 2017

Sean Maher (* 16. April 1975 in Pleasantville, New York) ist ein US-amerikanischer Schauspieler. Weltweite Bekanntheit erlangte er vor allem durch seine Rolle als Simon Tam in der Fernsehserie Firefly – Der Aufbruch der Serenity und dem darauf basierenden Film Serenity – Flucht in neue Welten.

## Leben
Nachdem er die Highschool beendet hatte, begann Maher eine Schauspielausbildung an der New York University, die er 1997 erfolgreich abschloss. Nach verschiedenen Theaterrollen gelang ihm 1999 ein erster Durchbruch, als er für die Titelrolle der von FOX produzierten Fernsehserie Ryan Caulfield: Year One gecastet wurde. Obwohl die Serie bereits nach zwei ausgestrahlten Episoden eingestellt wurde, wurden Mahers schauspielerische Leistungen sehr positiv bewertet. Es folgten weitere Auftritte in Serien und Fernsehfilmen. So war Maher für sieben Folgen als Adam Matthews in der Serie Party of Five zu sehen. In der kurzlebigen Serie The $treet – Wer bietet mehr? gehörte er als Chris McConnell zur Hauptbesetzung.
In Joss Whedons Science-Fiction-Serie Firefly – Der Aufbruch der Serenity verkörperte Maher 2002 den Arzt Simon Tam. Obwohl auch diese Serie vorzeitig eingestellt wurde, sorgten sehr gute DVD-Verkäufe dafür, dass Maher internationale Bekanntheit erlangte. Sein Kinodebüt gab er 2005 in dem Film Living 'til the End. Im selben Jahr spielte er noch einmal Simon Tam in dem auf Firefly basierenden Spielfilm Serenity – Flucht in neue Welten. 2010 spielte er erneut neben seiner Firefly-Kollegin Jewel Staite in einer Folge der Science-Fiction-Serie Warehouse 13.
2011 war Maher in der NBC-Serie The Playboy Club zu sehen. In der in den 1960er Jahren angesiedelte Serie spielte er den Homosexuellen Sean, der eine Scheinehe mit der lesbischen Alice führt. Aufgrund der schlechten Quotenentwicklung wurde die Serie bereits nach drei ausgestrahlten Folgen als erste der neuen Serien der Season 2011/2012 abgesetzt.
Im September 2011 outete sich der Schauspieler im Zuge der Berichterstattung zu The Playboy Club als homosexuell. Seit 2002 lebt Maher mit seinem Ehemann zusammen, beide haben eine 2007 geborene Tochter und einen 2010 geborenen Sohn.

## Filmografie (Auswahl)
- 1999: Ryan Caulfield: Year One (Fernsehserie)
- 2000: Party of Five (Fernsehserie, 7 Folgen)
- 2000–2001: The $treet – Wer bietet mehr? (The $treet, Fernsehserie)
- 2001: HRT (Fernsehfilm)
- 2001: Brian’s Song (Fernsehfilm)
- 2002–2003: Firefly – Der Aufbruch der Serenity (Firefly, Fernsehserie)
- 2003: CSI: Miami (Fernsehserie, Folge 1x21)
- 2005: Halley’s Comet (Fernsehfilm)
- 2005: Die Tragödie von Clausens Pier (The Dive from Clausens Pier, Fernsehfilm)
- 2005: Serenity – Flucht in neue Welten (Serenity)
- 2005: Ghost Whisperer – Stimmen aus dem Jenseits (Ghost Whisperer, Fernsehserie, Folge 1x04)
- 2005: Living ’til the End
- 2006: Wedding Wars (Fernsehfilm)
- 2010: The Mentalist (Fernsehserie, Folge 2x12)
- 2010: Warehouse 13 (Fernsehserie, Folge 2x02)
- 2011: The Playboy Club (Fernsehserie)
- 2012: Viel Lärm um nichts (Much Ado About Nothing)
- 2014: Arrow (Fernsehserie, 2 Folgen)